# Megascops asio
Megascops asio là một loài cú mèo nhỏ tương đối phổ biến ở Đông Bắc Mỹ, từ México đến Canada.
Con trưởng thành dài từ 16 đến 25 cm và cân nặng 121-244 gram). Chúng có bộ lông xám tối hoặc xám hung hoa văn phức tạp với streaking trên dưới. Chúng có đuôi ngắn và cánh rộng, đầu tròn lớn với búi tai nổi bật, đôi mắt màu vàng và mỏ màu vàng. 